# Koren besede
Koren besede je del besede kot nosilec osnovnega pomena besedne družine.